# Agent XXL: Rodzinny interes
Agent XXL: Rodzinny interes (ang. Big Mommas: Like Father, Like Son) – amerykańska komedia z 2011 roku w reżyserii Johna Whitesella. Kontynuacja dwóch poprzednich filmów serii: Agent XXL (2000) oraz Agent XXL 2 (2006). Zdjęcia kręcono w stanie Georgia.

## Opis fabuły
Trent (Brandon T. Jackson) właśnie kończy liceum i dostaje się na uniwersytet. Postanawia jednak rzucić studia. Chce zostać raperem, czemu sprzeciwia się stanowczo jego ojczym, Malcolm Turner (Martin Lawrence), agent FBI. Pewnego dnia Trent jest przypadkowym świadkiem morderstwa i wpada w poważne tarapaty, ponieważ został rozpoznany przez zabójcę. Teraz sam staje się jego celem. W tej sytuacji Malcolm postanawia zapewnić pasierbowi bezpieczeństwo.
Malcolm uważa, że najbardziej bezpiecznym miejscem dla Trenta będzie... szkoła dla dziewcząt. Trent ma w przebraniu udawać Charmaine, a Malcolm będzie jego ukoachaną mamuśką. Dla Trenta nowa sytuacja nie jest wygodna. Uważa się bowiem za podrywacza, ale trudno wyrywać dziewczyny, gdy jest się... jedną z nich. Udając Charmaine poznaje jednak przy okazji naturę kobiet, a także dowiaduje się czegoś nowego o sobie.
Trent próbuje poderwać Haley (Jessica Lucas), piękną wokalistkę i kompozytorkę. Jest nią zachwycony, ale jako Charmaine musi udawać tylko jej koleżankę. Zaprzyjaźniając się z Haley staje się lepszym człowiekiem i nabiera pewności siebie. Charmaine i Haley nie są jednak ulubienicami szkolnych gwiazdeczek. Przewodząca nimi Jasmine (Portia Doubleday) jest wyjątkowo cięta na Charmaine i jej mamuśkę. Malcolm musi pogodzić się z Trentem, a Trent dojrzeć do odpowiedzialnych decyzji. I muszą zacząć współpracować i starać się dopaść mordercę zanim to on namierzy ich.

## Obsada
- Martin Lawrence jako Malcolm Turner/Hattie Mae "Mamuśka" Pierce
- Brandon T. Jackson jako Trent Pierce/Charmaine Daisy Pierce
- Jessica Lucas jako Haley
- Faizon Love jako Kurtis Kool
- Tony Curran jako Chirkoff
- Ana Ortiz jako Gail
- Sherri Shepferd jako Beverly Townsend